# Pentaphragma longisepalum
Pentaphragma longisepalum är en tvåhjärtbladig växtart som beskrevs av R. Kiew. Pentaphragma longisepalum ingår i släktet Pentaphragma och familjen Pentaphragmataceae. Inga underarter finns listade i Catalogue of Life.